# Juan Ribalta
Juan Ribalta né à Madrid fin 1596 ou début 1597 et mort à Valence en octobre 1628 est un peintre baroque espagnol.
Auteur de tableaux religieux, fils du peintre Francisco Ribalta, il travaille avec l'atelier de ce dernier pour certaines œuvres, et les styles respectifs du père, du fils et des autres peintres de l'atelier sont délicats à reconnaître.

## Biographie
Juan Ribalta naît à Madrid fin 1596 ou début 1597. Sa famille s'installe à Valence alors qu'il est enfant. Sa mère, Inés Pelayo, meurt en 1601. Formé dans l'atelier paternel et extrêmement doué, il signe en 1615, en déclarant qu'il a 18 ans, une grande huile sur toile, Préparatifs de la Crucifixion, pour l'église du monastère de San Miguel de los Reyes. Bien que l'on puisse y voir des liens avec l'œuvre du même sujet peinte en 1582 par son père (conservée à Saint-Pétersbourg au musée de l'Ermitage), c'est une œuvre plus stylistiquement avancée, avec un langage entièrement naturaliste et une technique picturale caractéristique de son style. 

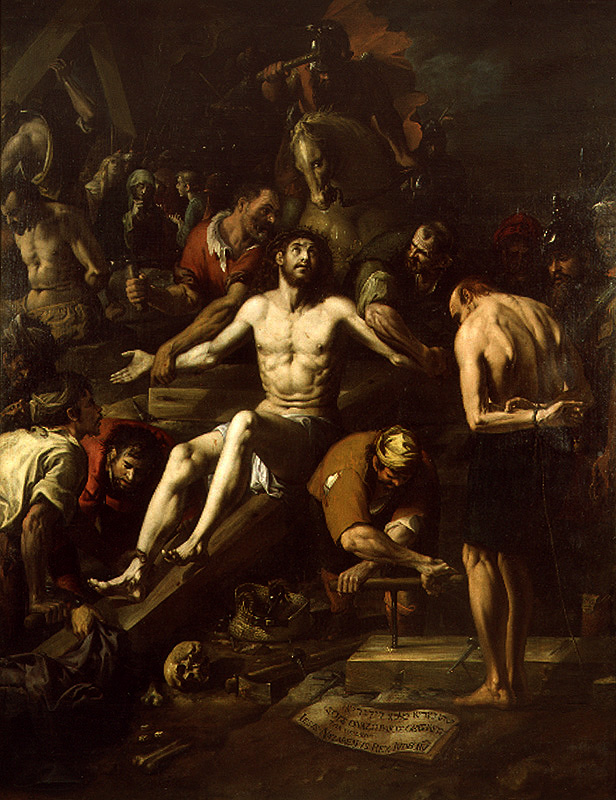
Préparatifs de la Crucifixion (1615), musée des Beaux-Arts de Valence.

En 1616, il peint deux tableaux (Adoration des bergers et Crucifixion) de la prédelle d'un autel pour la confrérie du Rosaire dans la paroisse de Torrente, où l'on trouve l'influence artistique de son père ainsi que celle de Pedro Orrente qui a peint la même année un Saint Sébastien pour la cathédrale de Valence. Cette influence d'Orrente se retrouve dans une Adoration des bergers peinte avec une technique miniaturiste au dos d'une plaque de cuivre utilisée pour une gravure (scène de prédication).
En février 1618, Juan Ribalta apparaît dans les pièces d'un procès intenté à son père qui refusait d'occuper la charge d'aumônier pour distribuer l'aumône aux pauvres de la paroisse Saint-André ; le syndic de l'aumônerie, qui veut démontrer la solvabilité financière du père, demande s'il n'est pas vrai que son fils Juan « est habituellement vêtu de soie et de robes de prix, porte une chaîne en or autour du cou, et est suivi d'un serviteur » et qu'il « travaille et peint très habilement, gagnant de nombreux ducats pour son père » ; Francisco Ribalta le nie, affirmant qu'il a dépensé beaucoup pour l'éducation de son fils, que ce dernier peint désormais pour lui-même et qu'il va se marier. Juan Ribalta épouse en effet en avril 1618 Mariana Roca de la Serna, veuve d'un docteur en médecine et jouissant d'une position sociale élevée.

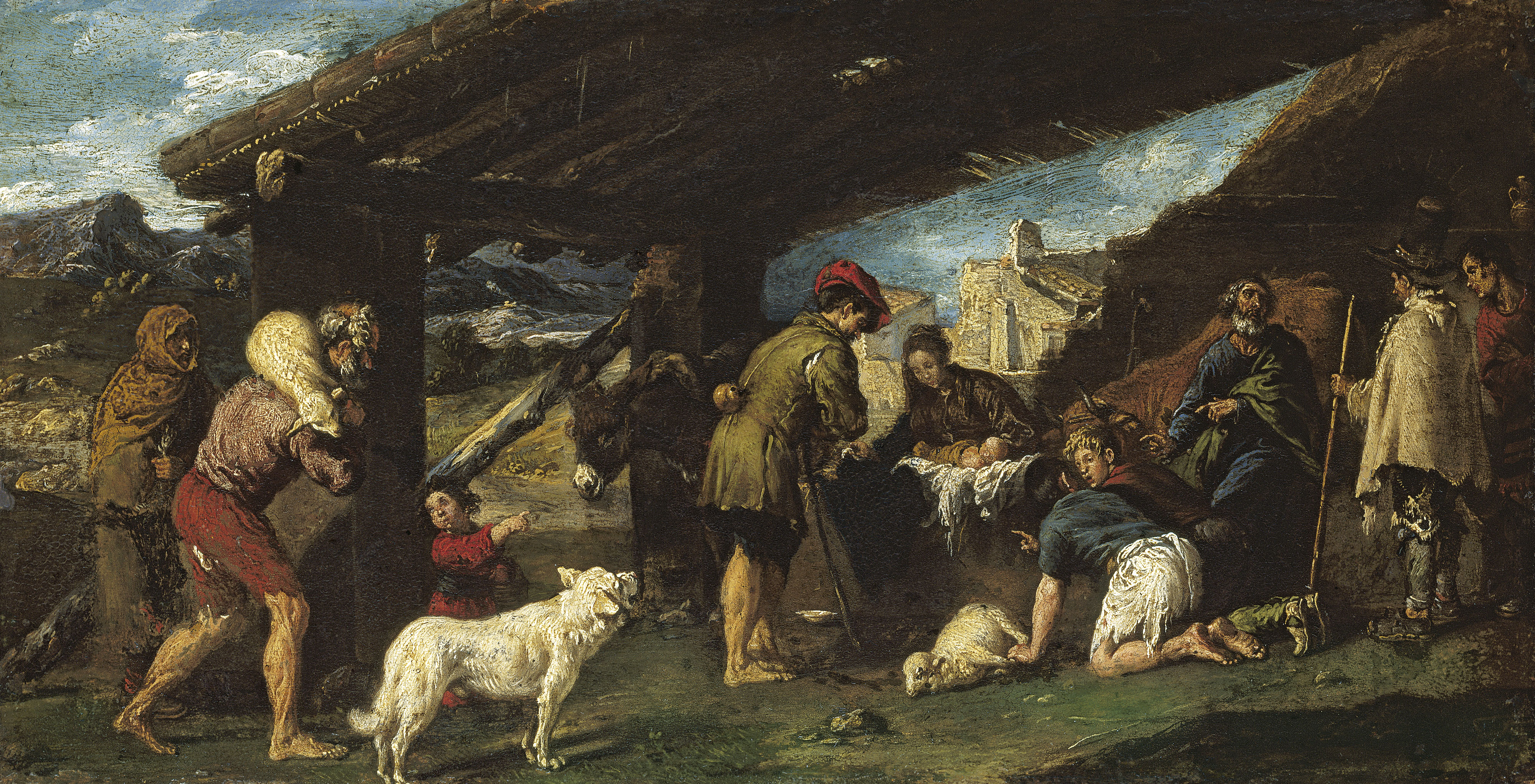
Adoration des bergers (vers 1616), musée des Beaux-Arts de Bilbao.

De cette période pourrait dater une série de 28 portraits de Valenciens éminents que don Diego de Vich avait dans sa collection avec attribution à Juan Ribalta, et qu'il lègue en 1641 au monastère de la Murta à Alzira. La paternité de cet ensemble (dont un Portrait du poète Gaspar de Aguilar), n'est cependant pas confirmée. 
Toujours en 1618, il signe et date un Saint Jérôme dans son étude, inspiré de la gravure d'Albrecht Dürer, œuvre-clé pour son style : la figure du saint est très personnelle, presque vulgaire dans son naturalisme brut.

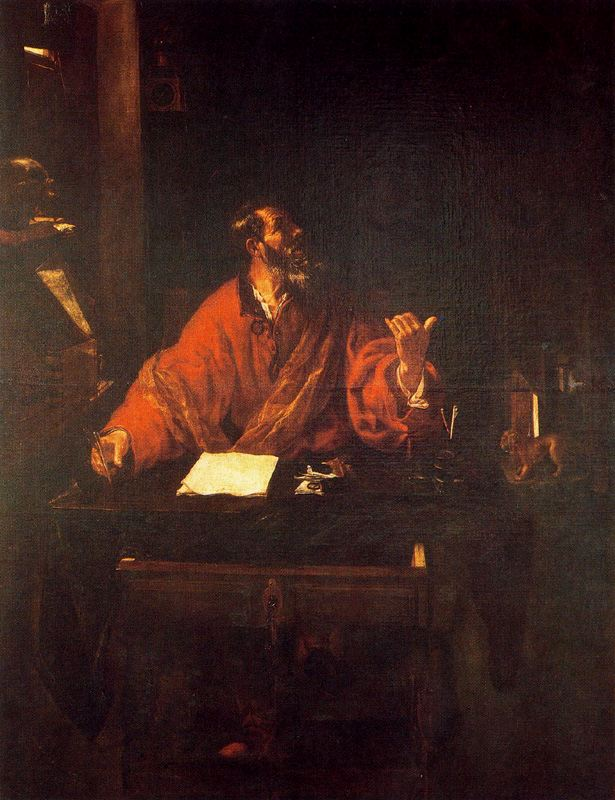
Saint Jérôme, Barcelone, musée national d'Art de Catalogne

L'activité de Juan Ribalta s'exerce aussi dans l'atelier de son père. Pour faire face aux engagements de l'atelier avec l'évêque de Segorbe Pedro Ginés de Casanova, il travaille à partir de 1619 dans la province de Castellón, en équipe avec son beau-frère Vicente Castelló et  Abdón Castañeda. Ils travaillent à Jérica, à la chartreuse de Valdecristo, ainsi qu'à Segorbe où ils peignent deux tableaux aujourd'hui perdus, l'un pour la cathédrale, l'autre pour le monastère de San Martín (ce dernier détruit en 1936). De 1621 à 1626, l'équipe réalise, d'après le contrat passé avec l'évêque de Segorbe, les scènes de la vie de la Vierge pour le retable monumental d' Andilla. Un seul des tableaux de cet ensemble, la Présentation de la Vierge au Temple, est signé par Juan Ribalta : il est influencé par la fresque peinte par Pellegrino Tibaldi dans le cloître de l'Escurial. Trois autres tableaux, La Rencontre à la Porte dorée, la Visitation et la Circoncision, correspondent à son style. Si le programme de l'ensemble a pu être proposé par Francesco Ribalta, chef officiel de l'atelier, la supervision artistique — et au moins pour un tableau l'exécution — sont caractéristiques du fils, avec son coup de pinceau très reconnaissable.
Juan Ribalta est de retour à Valence à partir de janvier 1627. Il peint une Vierge pour la comtesse de Cocentaina et il semble probable qu'il collabore à la réalisation du retable de la chartreuse de Porta Coeli.
Francisco Ribalta meurt le 12 janvier 1628. Juan Ribalta intente un procès contre sa sœur Mariana, religieuse, au sujet de l'héritage. Il meurt en octobre 1628, vraisemblablement victime d'une épidémie de typhus. Il désigne comme exécuteurs testamentaires le sculpteur Juan Miguel Orliéns et son beau-frère Vicente Castelló. Il est enterré aux côtés de son père dans la paroisse de Los Santos Juanes.

## Œuvres

### Peinture

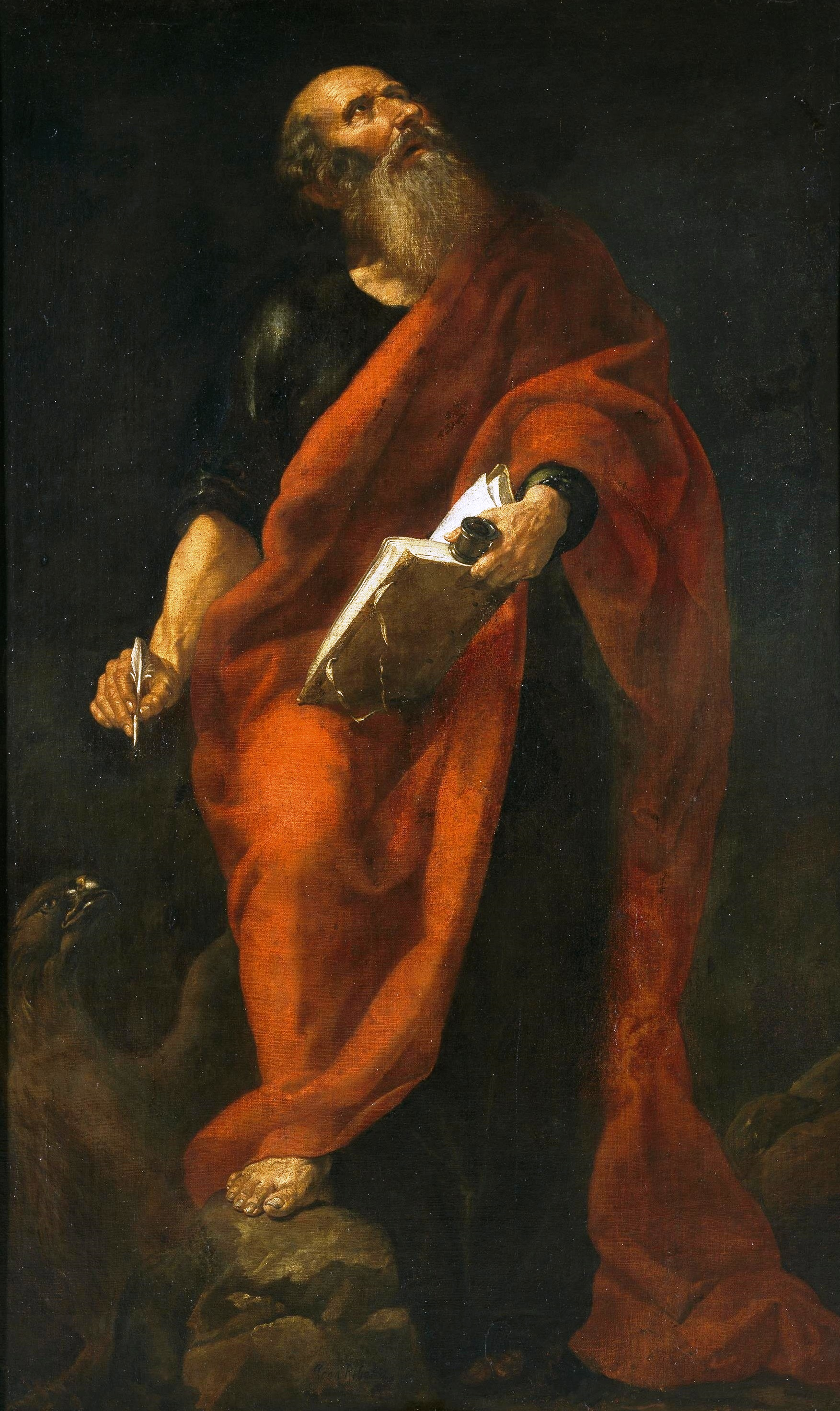
Saint Jean évangéliste (vers 1618-1624), Madrid, musée du Prado.

- Préparatifs de la Crucifixion, 1615, huile sur toile, 355 × 235 cm, signé « Ioannes Ribalta Ping », Valence, musée des Beaux-Arts[9].
- Saint Sébastien, 1616, Valence, cathédrale Sainte-Marie.
- Adoration des bergers, 1616-1617, huile sur cuivre, signé « J. Ribalta mano propria », 15 × 29,5 cm, Bilbao, musée des Beaux-Arts.
- Saint Jérôme dans son étude, huile sur toile, signé « Juan Ribalta faciebat et inventor anno 1618 », 164 × 114 cm, Barcelone, musée national d'Art de Catalogne.
- Saint Jean évangéliste, 1618-1624, huile sur toile, 182 × 113 cm Madrid, musée du Prado[10].
- Cène, 1620-1628, huile sur toile, 116 × 86 cm, Valence, musée des Beaux-Arts.
- Saint Pierre, 1625-1627, huile sur toile, 167 × 63 cm, Valence, musée des Beaux-Arts.
- Saint Mathieu et saint Jean évangéliste, vers 1625, huile sur toile, 66 × 102 cm, Madrid, musée du Prado[10].
- Saint Marc et saint Luc, vers 1625, huile sur toile, 66 × 102 cm, Madrid, musée du Prado[10].

### Dessin
- Guérison miraculeuse, Londres, British Museum[11].
- Descente de croix, sanguine, 23 × 15,7 cm, Paris, musée du Louvre[12],[13].
- Vierge de Portacoeli, sanguine, signée « Ribalta », Madrid, Bibliothèque nationale d'Espagne ; l'attribution entre Juan et Francisco Ribalta est discutée[14].